# Catharanthus longifolius
Dừa cạn lá thuôn (danh pháp hai phần: Catharanthus longifolius) là một loài thực vật có hoa trong họ La bố ma. Loài này được (Pichon) Pichon mô tả khoa học đầu tiên năm 1948.